# Емириця
Емириця (мак. Емирица) — село у Північній Македонії, входить до складу общини Кратово Північно-Східного регіону.

## Географія
Типове гірське село Осоговської Планини. Розташоване на висоті 1122 м. над рівнем моря, на схід від адміністративного центра — міста Кратово. На півдні знаходиться зимовий курорт Пониква.

## Історія
В 19 столітті село Емириця повністю було під владою Османської імперії. За даними статистики Васіла Кинчова (Македонська етнографія та статистика) в 1900 році с. Емириця налічувало 100 жителів, всі македонці християни.
На початку 20 століття населення села було під владою болгарського екзархату. За даними секретаря екзархії Димітара Мишева («La Macédoine et sa Population Chrétienne») в 1905 році в Емириці (Emiritza) було 80 болгарських екзархістів.
З початком Першої Балканської війни в 1912 році 5 осіб, добровольці з Емириці, пішли в Македонсько-Адріанопольський Добровольчий корпус.